# Sebastião de Oliveira Cintra
Sebastião de Oliveira Cintra (São João del-Rei, 15 de outubro de 1918 — São João del-Rei, 19 de agosto de 2003) foi um historiador e genealogista brasileiro.

## Biografia
Fundador do Instituto Histórico e Geográfico de São João del-Rei (1970) e membro de várias organizações culturais, prestou inestimáveis serviços ao município de São João del-Rei, a Minas Gerais e ao Brasil, como homem que radiografou a nossa História de maneira bem fundamentada. O IHG de São João del-Rei, em 7 de dezembro de 2003, honrou a memória de um dos seus fundadores e confrade-mor: prestou-lhe as homenagens póstumas, instituiu-o patrono da cadeira nº 37 do sodalício.

## Publicações
Publicou Efemérides de São João del-Rei, obra básica para a história de São João del-Rei (em duas edições, a última de 1982). Em 1994 publicou o livro Galeria das Personalidades Notáveis de São João del-Rei, um relato biográfico de ilustres pessoas nascidas e/ou que viveram em São João del-Rei - MG; deixou pronto o segundo volume desta obra, que será editada.